# Chillán
Chillán est une ville du Chili située dans la Vallée Centrale  à 400 km au sud de la capitale Santiago du Chili, proche du centre géographique du pays. Elle  est la capitale de la province de Diguillín , elle-même rattachée à  la  région de Ñuble. Elle a été fondée en 1580 par Martín Ruiz de Gamboa sous le nom de San Bartolomé de Gamboa. La ville est traversée par l'Autoroute panaméricaine.

## Habitants célèbres
Il s'agit de la ville natale de :
- Bernardo O'Higgins (né le 20 août 1778 -  mort à Lima, Pérou, le 24 octobre 1842), il est considéré comme le « père de la patrie ».
- Claudio Arrau (né le 6 février 1903 - mort à Mürzzuschlag, Autriche le 9 juin 1991), un grand interprète de piano.
- Marta Brunet[1], née en 1901, est une femme de lettres qui a obtenu le prix national de littérature du Chili en 1961. Montaña Adentro (1923), Bestia Dañina (1926), Bienvenido (1929) et Humo hacia el Sur sont ses œuvres les plus connues.
- Arturo Merino Benitez[2], né en 1888, fut cadet de l'armée puis devint directeur de l'aviation en 1928. Son nom a été donné à l'aéroport international de Santiago du Chili.
- Marta Colvin, sculptrice non figurative, née le 22 juin 1907, morte le 27 octobre 1995 à Santiago du Chili et enterrée à Chillán, qui a développé une large part de son œuvre en France aux côtés des artistes de la nouvelle École de Paris.
- Víctor Lidio Jara Martínez, plus connu sous le nom de Víctor Jara  (28 septembre 1932 - Santiago, 15 septembre 1973) est né dans le village de Quinquén, dépendant administrativement de la ville de Chillán. Chanteur engagé, guitariste, auteur et compositeur populaire chilien, il fut assassiné au cours de la dictature de Pinochet dans le stade national après avoir eu les mains brisées à coup de botte et de crosse de fusil.
- Luisa Eugenia Navas, (1918 -), botaniste
- Volodia Teitelboim[3], né le 17 mars 1916, homme de lettres, il a obtenu le prix national de littérature du Chili en 2002. Il a notamment écrit l'anthologie de la nouvelle poésie chilienne (1936), un roman Hijos del salitre (1952) et a assuré un énorme travail autour de Pablo Neruda, un de ses amis. Politicien, il était député du Parti Communiste à Valparaíso. Alors qu'il était à l'extérieur du pays, le coup d'État éclata ce qui le sauva mais l'obligea à devenir un exilé. Réfugié à Moscou, il a poursuivi son œuvre et son engagement politique (secrétaire général du PC Chilien de 1989 à 1994) avant de rentrer au Chili après le retour de la démocratie.
- Ramón Vinay[4] (31 août 1911 - mort à Puebla, Mexique, le 4 janvier 1996) de père français et de mère italienne, a été élevé à Digne, France. Il fut un des grands ténors et plus secondairement de baryton au cours des années 1930 jusqu'en 1962 sur toutes les plus grandes scènes internationales. Il a demandé à être enterré dans sa ville natale.

## Événements historiques
La ville est complètement détruite par un tremblement de terre en 1751.
Le 20 février 1835, la ville est détruite par un tremblement de terre.
La ville a subi le 24 février 1939 un séisme qui causa la mort au total de 30 000 personnes. Sur les 41 000 habitants de Chillán à cette époque, plus de 25 000 ont péri dans le séisme et sur les 3 526 bâtiments que compte la ville, 1 645 se sont totalement effondrés.
Concepción est la ville côtière la plus proche.

## Climat
| Mois                                  | jan.      | fév.    | mars      | avril     | mai       | juin      | jui.      | août      | sep.      | oct.      | nov.      | déc.      | année     |
| ------------------------------------- | --------- | ------- | --------- | --------- | --------- | --------- | --------- | --------- | --------- | --------- | --------- | --------- | --------- |
| Température minimale moyenne (°C)     | 11,1      | 10,5    | 9         | 6,7       | 5,6       | 4,8       | 3,8       | 4,4       | 5,1       | 6,8       | 8,3       | 10,2      | 7,2       |
| Température moyenne (°C)              | 20,1      | 19,7    | 17,4      | 13,5      | 10,3      | 8,6       | 7,9       | 9,2       | 11        | 13,2      | 15,7      | 18,4      | 13,8      |
| Température maximale moyenne (°C)     | 29,1      | 28,9    | 25,8      | 20,3      | 15        | 12,3      | 12        | 14,1      | 16,8      | 19,6      | 23,1      | 26,7      | 20,3      |
| Record de froid (°C) date du record   | 1,8 1961  | 2 1973  | −1,2 1994 | −2,8 1976 | −5,2 2007 | −6,2 1952 | −7 2007   | −4,6 2013 | −3,2 1976 | −2 1974   | 0,5 2016  | 0 1953    | −7 2007   |
| Record de chaleur (°C) date du record | 41,5 2017 | 40 2019 | 37,8 2009 | 31,8 1991 | 27 2016   | 23,2 1966 | 20,4 2012 | 25,2 2003 | 28,5 2019 | 31,6 2016 | 36,3 2016 | 36,4 1990 | 41,5 2017 |
| Ensoleillement (h)                    | 359,6     | 296,6   | 260,4     | 177       | 120,9     | 87        | 105,4     | 142,6     | 183       | 229,4     | 282       | 334,8     | 2 578,7   |
| Précipitations (mm)                   | 15,2      | 22,8    | 24,7      | 70,8      | 202,9     | 227,6     | 176,1     | 123,4     | 82        | 64,8      | 31,9      | 16,6      | 1 058,8   |
| Nombre de jours avec précipitations   | 2         | 2       | 3         | 7         | 13        | 14        | 14        | 11        | 9         | 7         | 4         | 3         | 89        |
| Humidité relative (%)                 | 50        | 53      | 58        | 68        | 80        | 85        | 83        | 78        | 72        | 67        | 60        | 54        | 67        |

| Diagramme climatique                                  |              |           |             |            |              |            |              |           |             |             |              |
| J                                                     | F            | M         | A           | M          | J            | J          | A            | S         | O           | N           | D            |
| 29,111,115,2                                          | 28,910,522,8 | 25,8924,7 | 20,36,770,8 | 155,6202,9 | 12,34,8227,6 | 123,8176,1 | 14,14,4123,4 | 16,85,182 | 19,66,864,8 | 23,18,331,9 | 26,710,216,6 |
| Moyennes : • Temp. maxi et mini °C • Précipitation mm |              |           |             |            |              |            |              |           |             |             |              |

## Culture
L'Université de Concepción a un campus à Chillán. L'enseignement des matières liées à l'agriculture est un des points forts de ce campus.
Les fameux Muralisme mexicain, David Alfaro Siqueiros et Xavier Guerrero (qui fut un des amants en 1926 de Tina Modotti), ont réalisé au cours des années 1941 et 1942, deux extraordinaires peintures murales à l'école Mexico de Chillán. L'une, intitulée « Mort à l'envahisseur » et l'autre « De México au Chili », constituent une œuvre originale et d'une très grande force.

## Patrimoine culturel
Fondée en 1580 par le gouverneur Don Martin Ruiz de Gamboa, la ville a été détruite et reconstruite à plusieurs reprises jusqu'à ce que, après le tremblement de terre de 1835, a été décidé de lever là où elle se trouve aujourd'hui.
Ses bâtiments modernes, sa place principale, ses rues piétonnières, le style architectural de la cathédrale et son marché en ont fait un centre privilégié de la province du point Ñuble.

### Cathédrale
La cathédrale est devenue un des symboles de la ville après sa reconstruction au lendemain du tremblement de terre de 1939 qui a fait plus de 5 600 victimes. De construction antisismique, elle est l'un des rares monuments à avoir résisté au tremblement de terre de 1960.
Sa croix haute de trente-six mètres rend hommage aux victimes de cette catastrophe naturelle. À l’entrée, elle possède une mosaïque réalisée  par l'artiste Dalmati Rubio.

### Marché de Chillan
Le marché est l’un des endroits les plus touristique de la ville. Il regorge de produits de toutes sortes, allant des fruits de mer aux fruits exotiques en passant par les pièces d’artisanat. Les allées du marché sont remplies d’artisans qui vendent des pièces d’artisanat en bois, en cuir, ou en paille tressée. Les célèbres poteries Quinchamali vendues dans ce marché sont exposées dans plusieurs musées à travers le monde.

### La vieille ville
En 1580, Martin Ruiz de Gamboa fonda l'ancienne ville Chillán Viejo sur les rives de la rivière Chillán, à côté de Fort Saint-Barthélemy.

### Aux alentours
À 80 km à l'est de la ville, se trouve une importante station de ski et de thermes chaudes nommée « Thermes de Chillán » (Termas de Chillán, en espagnol). Au milieu d'une magnifique forêt naturelle et aux pieds du volcan Nevados de Chillán, au fond d'une profonde vallée, vous ne manquerez pas de voir des condors et de profiter des sources chaudes soit dans une des piscines aménagées soit, en pleine nature.

Position de Chillán (en rouge) au sein de la région de Ñuble.

## Galerie

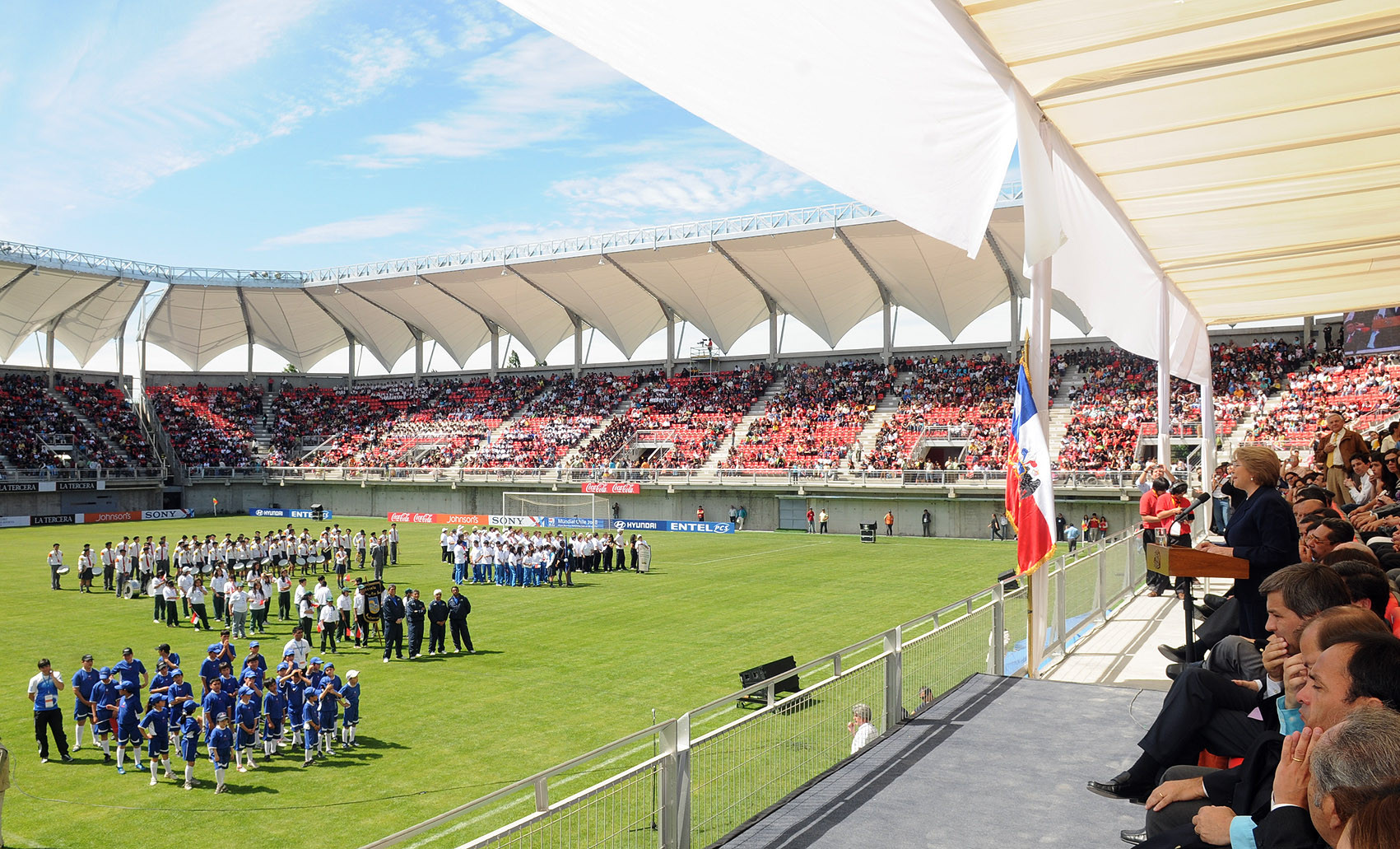
Stade Nelson Oyarzún
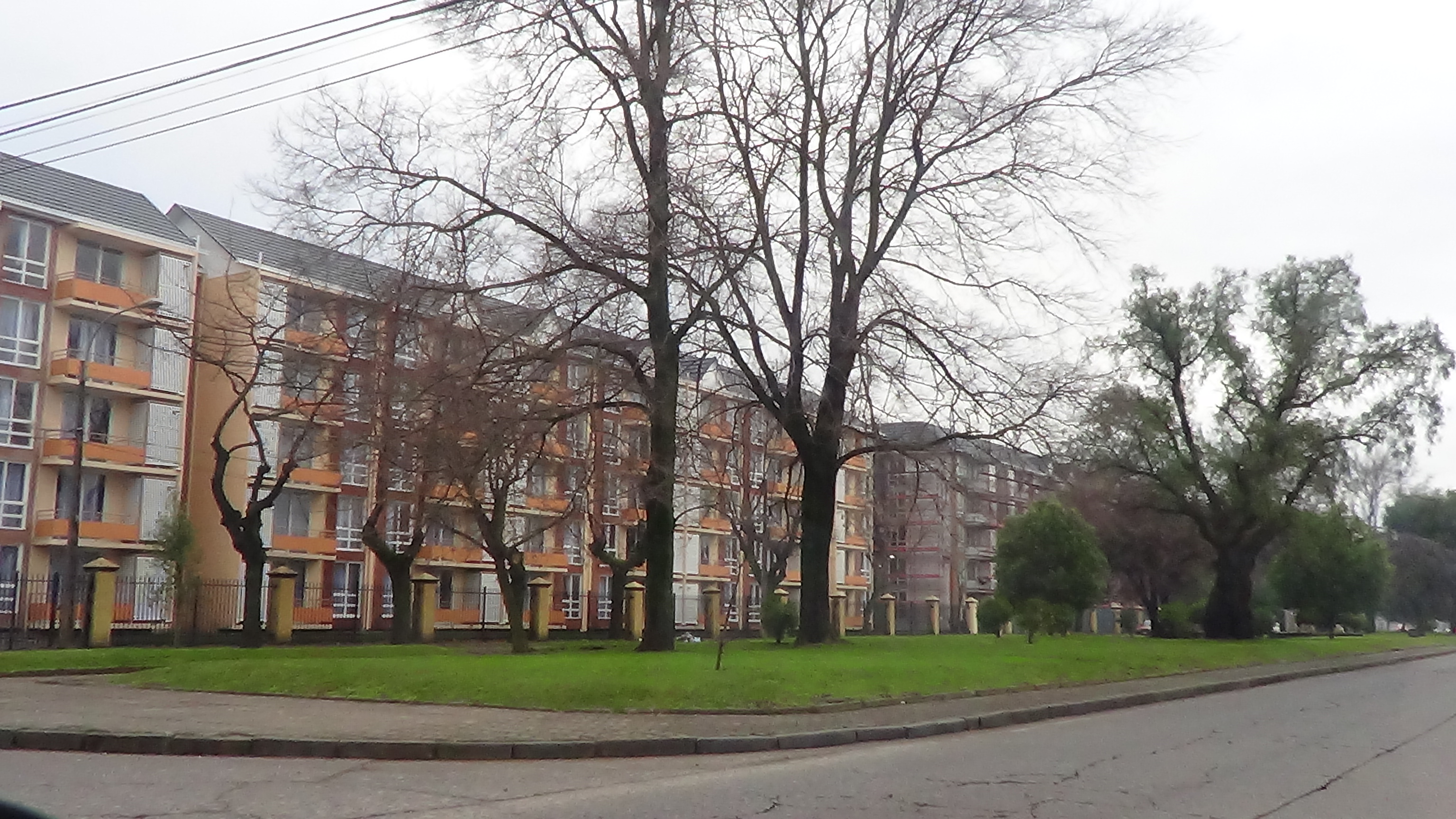
Immeuble, Avenue Brasil
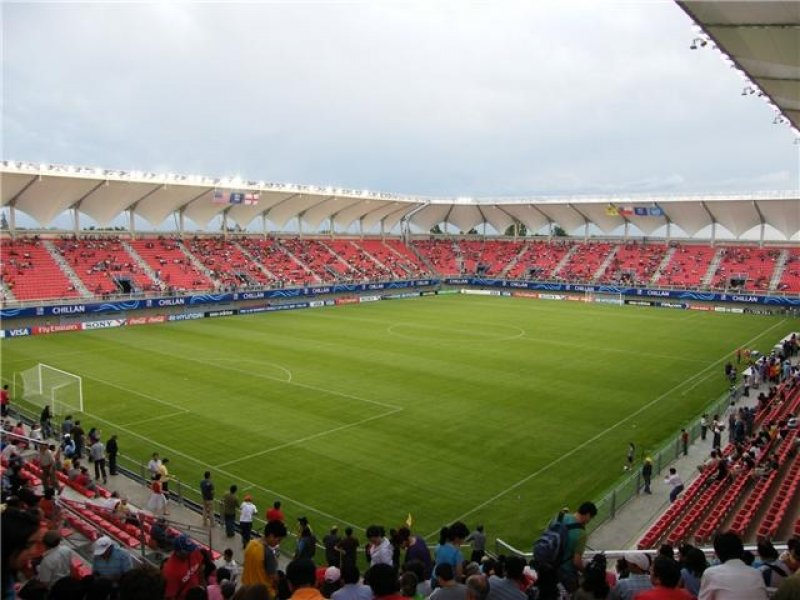
Stade Nelson Oyarzún
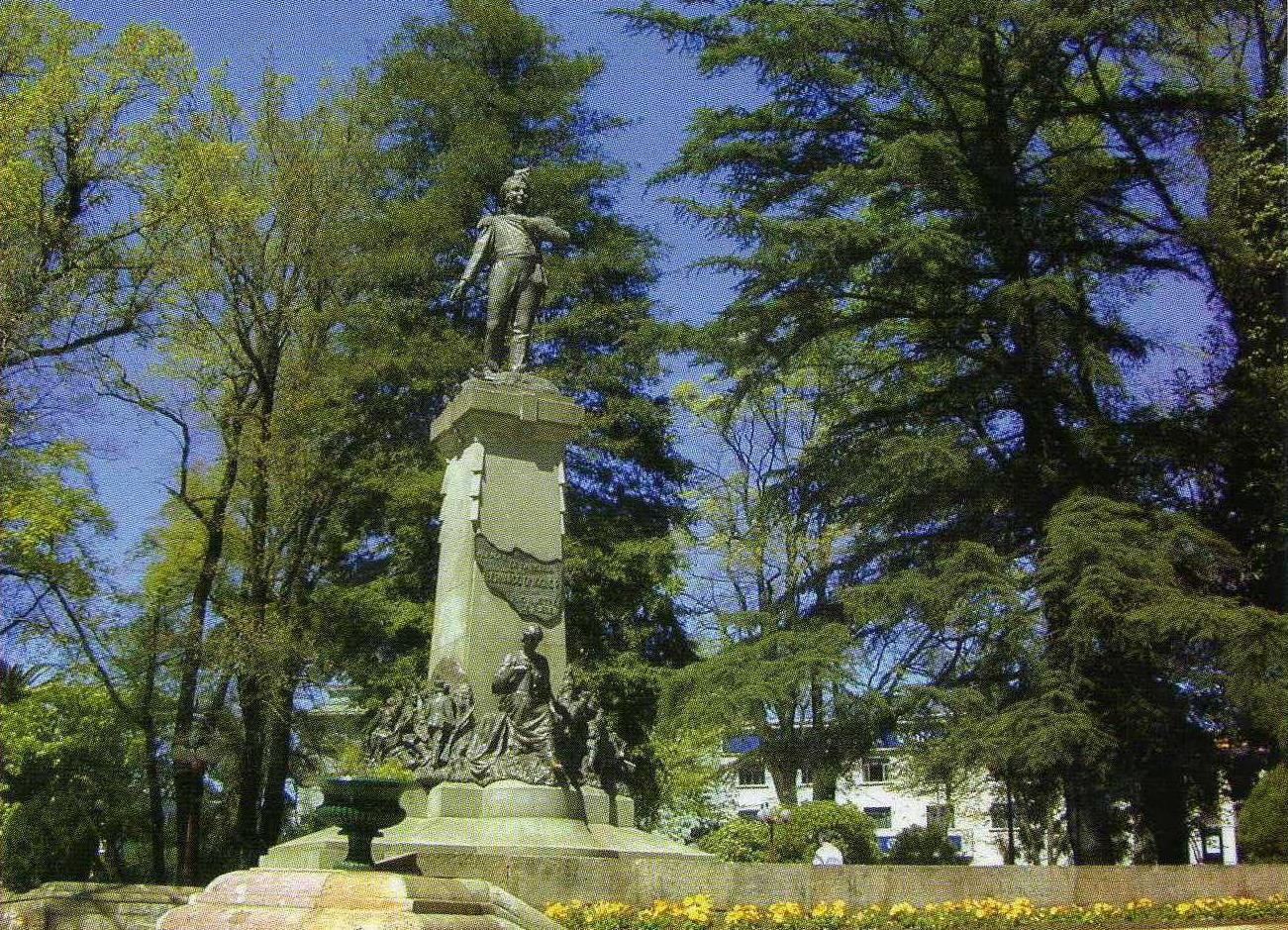
Statue Bernardo  O´Higgins
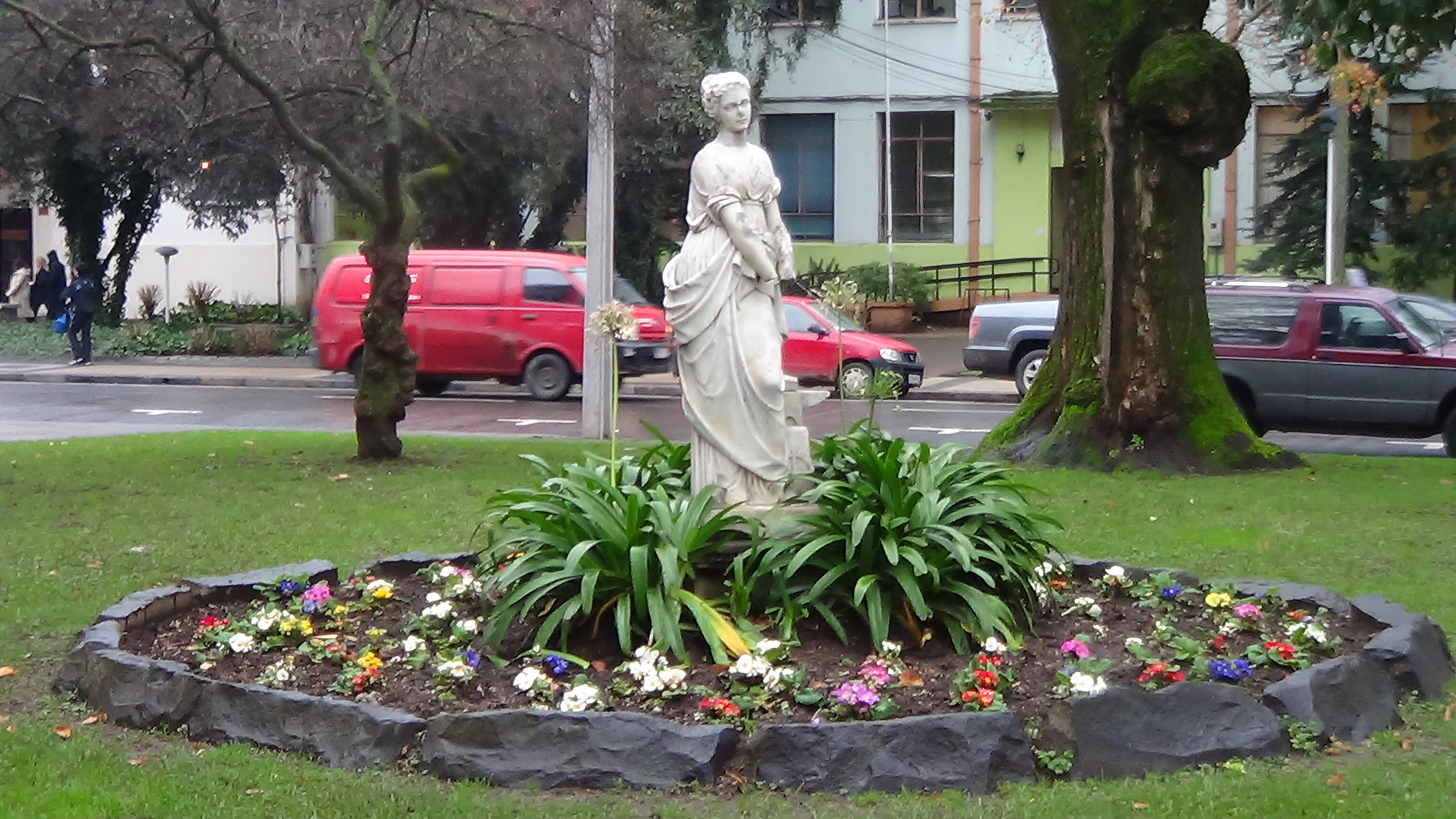
Place d'Armes
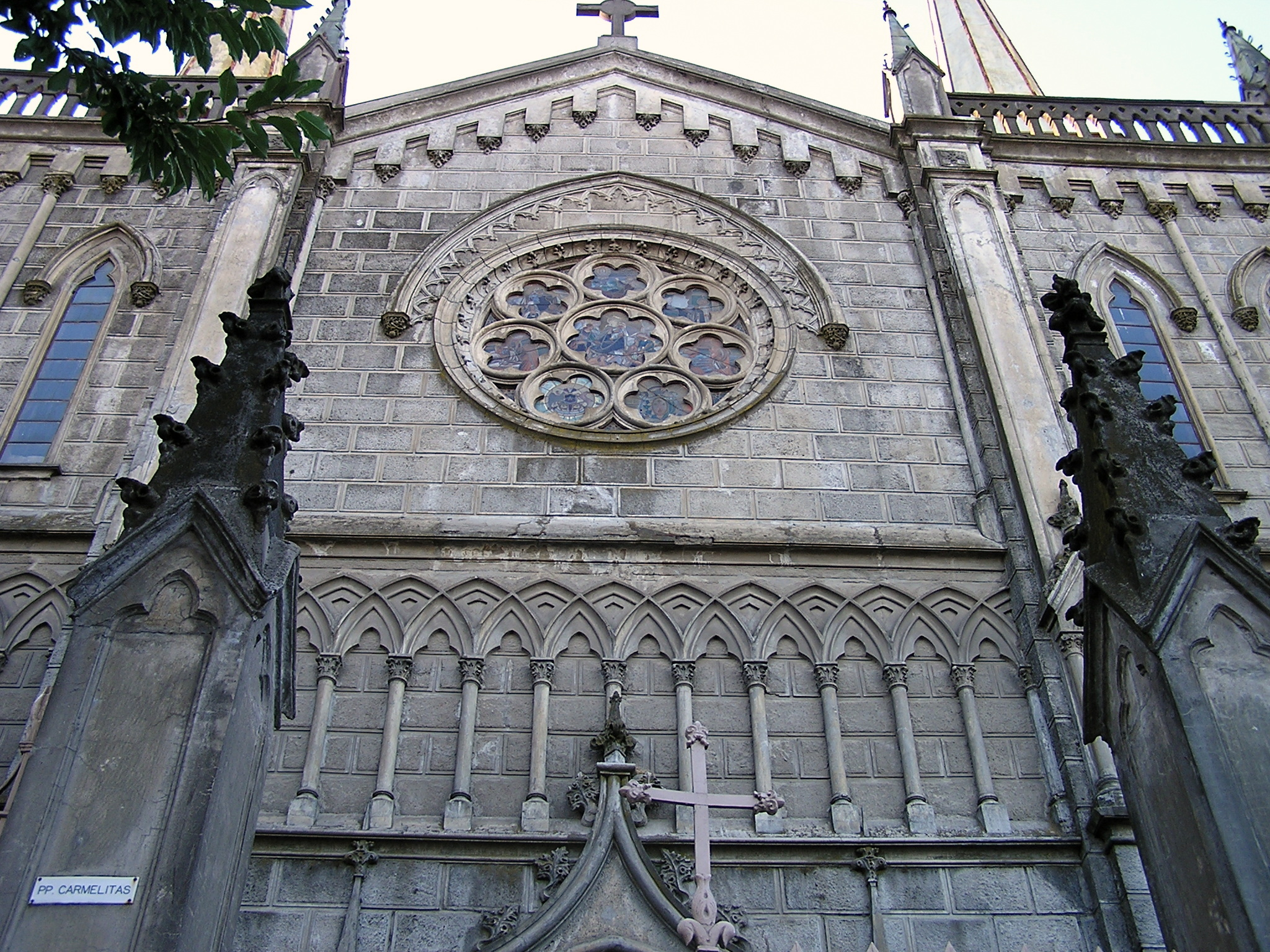
Église Notre-Dame du Mont-Carmel
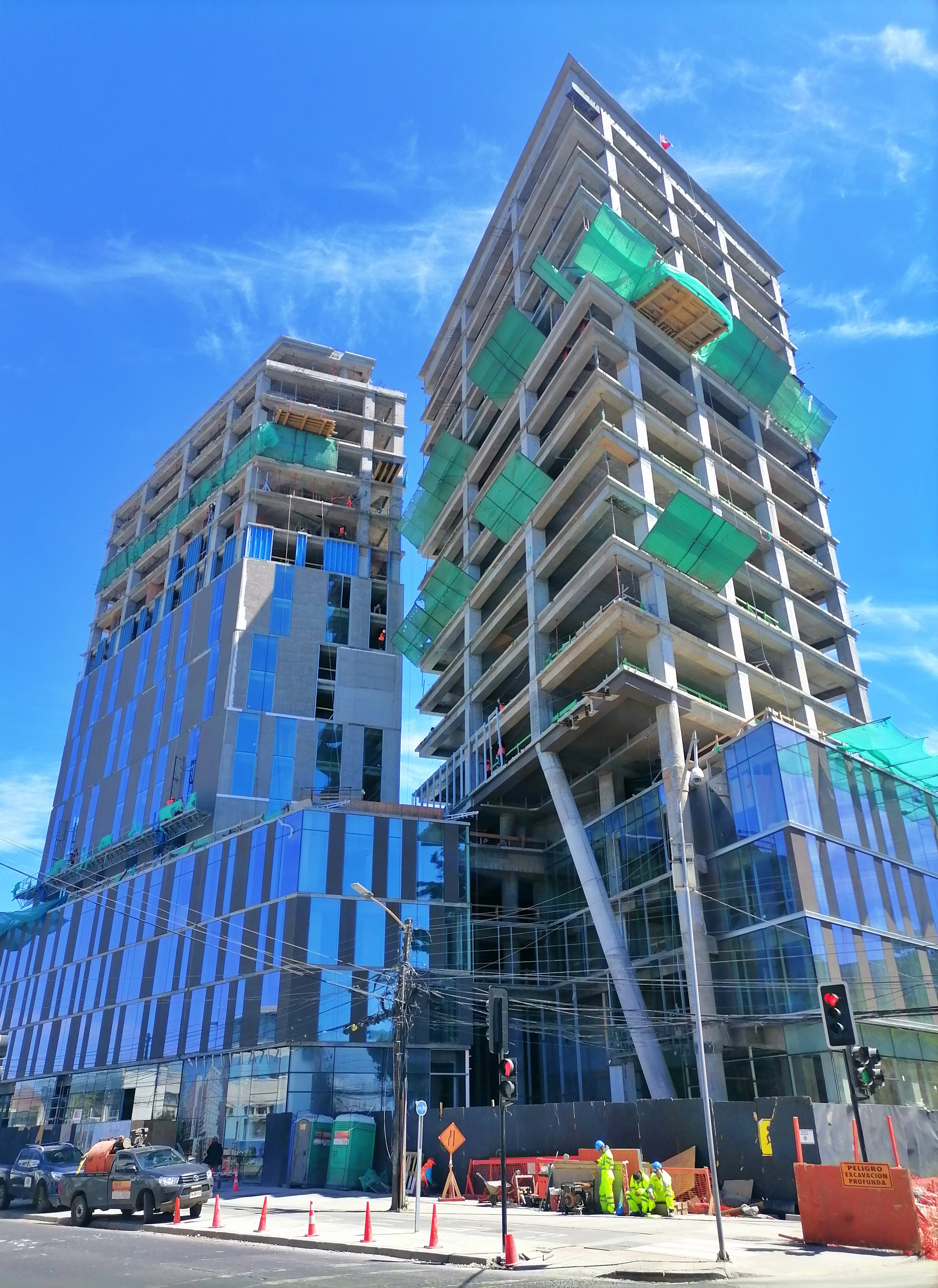
Immeuble Paseo Los Héroes
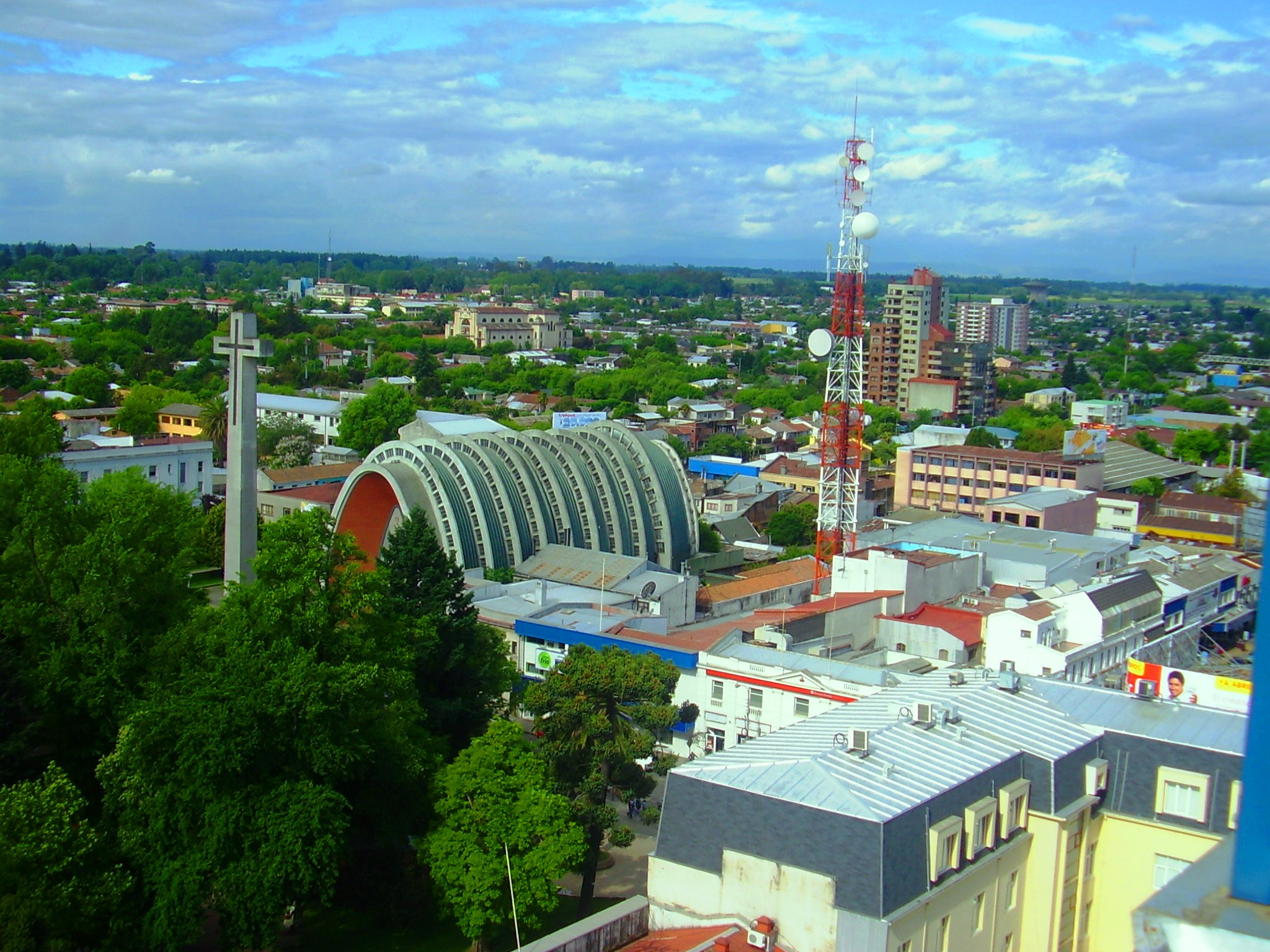
Vue panoramique